# Giant In My Heart
«Giant In My Heart» —literalmente en español: «Gigante en mi corazón»— es una canción interpretada por la cantante y compositora canadiense Kiesza, incluida en su álbum de estudio debut Sound of a Woman. Fue lanzada el 1 de julio de 2014, como descarga digital a través de iTunes.

## Lista de canciones
| Descarga digital — sencillo |                                  |          |  |
| N.º                         | Título                           | Duración |  |
| 1.                          | «Giant In My Heart» (Radio edit) | 4:29     |  |